# Otto Niemeyer-Holstein
Otto Niemeyer-Holstein (* 11. Mai 1896 in Kiel; † 20. Februar 1984 in Koserow) war ein deutscher Maler.

## Leben
Otto Niemeyers Vater war der Völkerrechtler Theodor Niemeyer, sein Bruder der Architekt und Maler Johannes Niemeyer. Er war das fünfte Kind der Familie.
Von 1902 bis 1914 besuchte er die Elementarschule und die Oberrealschule. Als Freiwilliger leistete er in den Jahren 1914/1915 Militärdienst nach einer Ausbildung in Schleswig als Husar. Er fand 1916 als Kriegsbeschädigter Aufnahme in der Schweiz, wo er erste Unterweisungen in der Malerei erhielt. Er zeichnete die Landschaften im Engadin und dem Tessin und lernte dort den Künstlerkreis von Ascona kennen. Zusammen mit Marianne von Werefkin und fünf weiteren Malern war er 1924 Gründungsmitglied der dortigen Künstlergruppe „Der große Bär“. Er unternahm Reisen nach Italien, Jugoslawien, Spanien und Frankreich. Er lernte u. a. Alexej von Jawlensky sowie Arthur Segal kennen. Bei Curt Witte an der Kasseler Akademie erhielt er Unterricht.

Signum von Otto Niemeyer Holstein

Auf Anraten des befreundeten Schriftstellers Werner von der Schulenburg ergänzte er 1917 seinen Geburtsnamen Otto Niemeyer um den Zusatz „Holstein“, um seine geografischen Wurzeln hervorzuheben. Seine Bilder signierte er mit „ONH“. 1920 heiratete er Hertha Langwara. Aus der Ehe stammt der 1921 geborene Sohn Peter. 1925 ließ sich das Ehepaar scheiden.
1926 siedelte er nach Berlin über. Er heiratete 1927 Anneliese Schmidt; dieser Ehe entstammt der 1937 geborene Sohn Günter. Otto Niemeyer-Holstein studierte bei Willy Jaeckel und Arthur Segal. Das  Berliner Adressbuch verzeichnete ihn noch bis 1935 in der Augsburger Straße 62. Ab 1933 lebte er auf Usedom zwischen den Orten Koserow und Zempin. Dort nutzte er ab 1936 einen ausgedienten Berliner S-Bahn-Wagen (ein Triebwagen des Versuchszuges E, ausgemustert 1933), zunächst nur im Sommer, als Arbeits- und Wohnstätte. Ab 1939 lebte er hier ganzjährig. Er nannte dieses Anwesen Lüttenort (Ort für „Lütter“, nach seinem Segelboot „Lütter“ – plattdeutsch: „Kleiner“). Das Wohnhaus und das Atelier („Tabu“) geht zurück auf Entwürfe von Fridel Hohmann und Karl Buttmann, mit dem ihn eine lebenslange Freundschaft verband. Hier findet man ein Ensemble aus Malerei und Plastik, verbunden mit verspielter Architektur und Gartenkunst. Er stand in Kontakt mit den in der Nähe lebenden Malern Herbert Wegehaupt und Otto Manigk. Niemeyer-Holstein bereiste mit seinem Segelboot Skandinavien.
Niemeyer-Holstein war an zahlreichen Ausstellungen in Deutschland (Berlin, Bielefeld, Bremen, Dessau, Halle/Saale, Lübeck, Marburg), Österreich (Wien), Italien und in der Schweiz beteiligt. Auch für die  Zeit des Nationalsozialismus ist seine Teilnahme an 13 großen Gruppenausstellungen und einer Einzelausstellung sicher belegt, darunter 1936 in Essen „Westfront 1936. Freie Kunst im neuen Staate“, die der nationalsozialistischen Ideologie nahestand. Allerdings galten den Nazis einige seiner Bilder, die nicht dem nazistischen Kunstkanon entsprachen, als „entartet“, und 1937 wurden im Rahmen der deutschlandweiten konzertierten Aktion „Entartete Kunst“ auch solche Bilder Niemeyer-Holsteins aus Museen beschlagnahmt.
Ab 1943 war Niemeyer-Holstein dienstverpflichtet als Eisenbahnschaffner in Trassenheide und in der Gartenarbeit tätig. Er segelte mit zahlenden Gästen auf der Ostsee. Im Jahr 1944 fiel sein Sohn Peter als Marine-Fernaufklärer über dem Skagerrak.
Ab 1946 hatte er in der Sowjetischen Besatzungszone und in der Zeit der DDR im In- und Ausland eine außerordentlich große Zahl von Einzelausstellungen und Ausstellungsbeteiligungen, u. a. von 1946 bis 1988 an neun Deutschen Kunstausstellungen bzw. Kunstausstellungen der DDR in Dresden. Er unternahm ab 1955 Studienreisen, die ihn 1955 nach Bulgarien, 1958 nach Italien, 1958 ins Tessin und 1959 nach Rumänien führten; 1960 reiste er per Schiff (MS Leipzig) durch das Mittelmeer und nach China, 1962 unternahm er Reisen nach Polen und 1963 in die Sowjetunion.
Ab 1958 beschäftigte er sich auch mit Holzschnitten, Radierungen und Lithographien. 1963 wurde Niemeyer-Holstein Präsident des Komitees zur Vorbereitung und Durchführung der Ostseewoche in Rostock. Am 7. Oktober 1964 wurde er Professor und 1969 Mitglied der Akademie der Künste der DDR. Niemeyer-Holstein kam immer wieder in Konflikt mit der Staatsmacht der DDR, u. a. durch seine kritische Haltung gegenüber der Niederschlagung des Prager Frühlings 1968 in der Tschechoslowakei.
1971 erlitt er einen Herzinfarkt. 1975 kaufte er die Holländerwindmühle in Benz, ließ sie restaurieren und machte sie als technisches Denkmal der Öffentlichkeit zugänglich.
Niemeyer-Holstein wurde auf dem Friedhof in Benz beigesetzt; seine zweite Frau Annelise starb am 5. Oktober 1984.

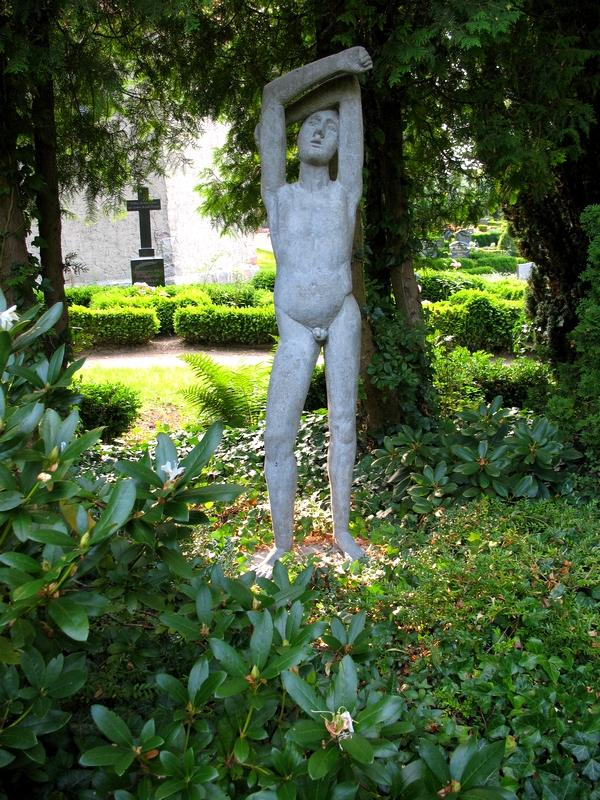
Skulptur von Waldemar Grzimek am Grab Niemeyer-Holsteins

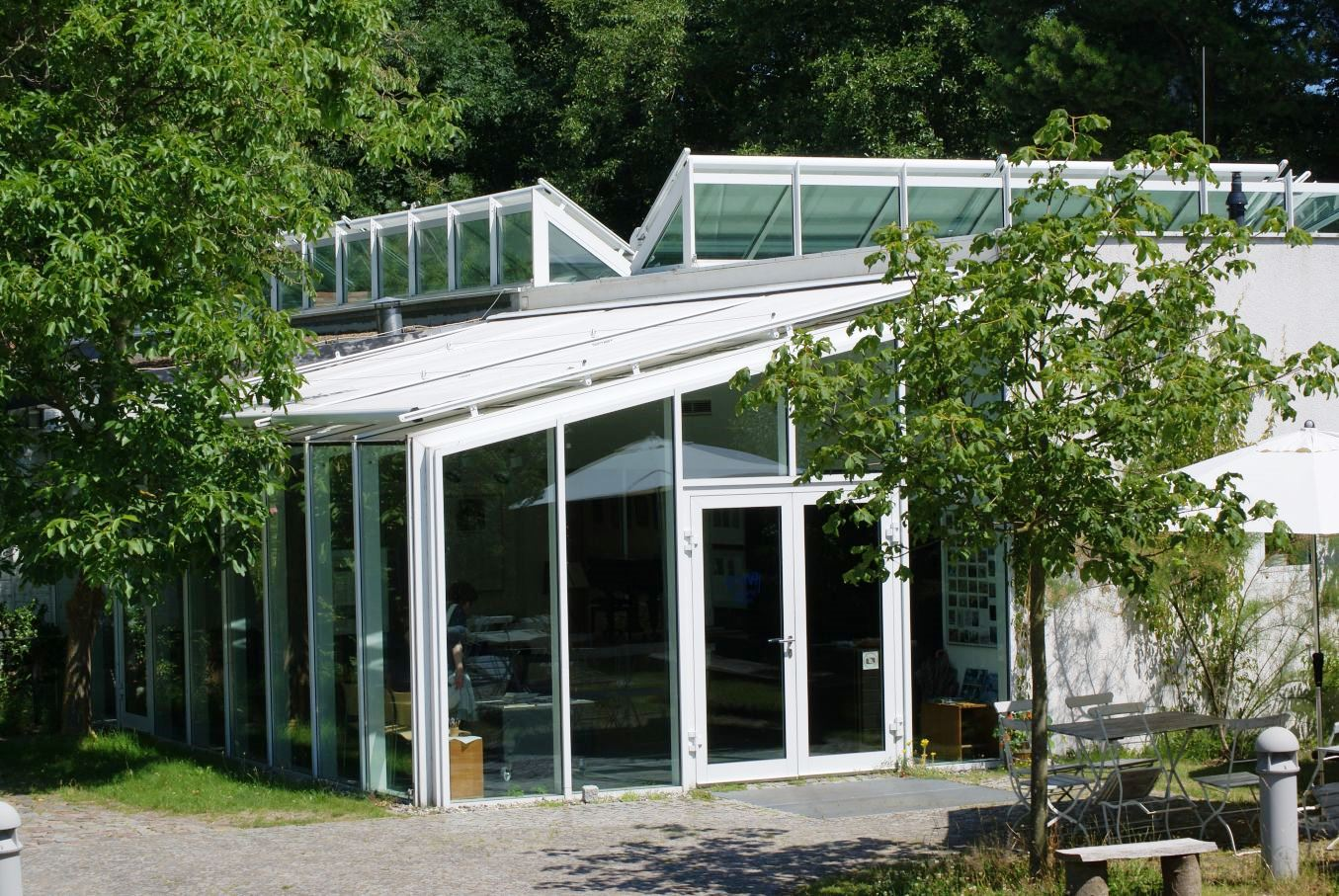
Neue Galerie – Atelier Otto Niemeyer-Holstein in Lüttenort

## Nachlass
Otto Niemeyer-Holstein hat in seinem Testament verfügt, dass nach seinem Tod Lüttenort so erhalten bleiben soll, wie es zu seinen Lebzeiten war. So kann man es noch heute besichtigen, mit einer unvollendeten Arbeit auf der Staffelei. Neben dem Atelier entstand inzwischen die Neue Galerie in Lüttenort mit Ausstellungen zum Wirken von Niemeyer-Holstein und dem Usedomer Künstlerkreis.

## Darstellung Niemeyer-Holsteins in der bildenden Kunst (unvollständig)
- Hans Jüchser: Niemeyer-Holstein (Öl, 65 × 90 cm, 1964)[4]
- Horst Leifer: Bildnis O. Niemeyer-Holstein (Öl auf Leinwand 1976)[5]

## 1937 als „entartet“ aus öffentlichen Sammlungen nachweislich beschlagnahmte Werke
- Verkündigung (Mappe mit sechs 6 Druckgrafiken; Städtische Kunstsammlung Chemnitz; vernichtet)
- Tessiner Winterlandschaft (Gemälde; Kunsthalle Kiel; Verbleib ungeklärt)
- Friedhof Hiddensee (Ölgemälde; Städtische Kunstsammlung Duisburg; Verbleib ungeklärt)

## Ausstellungen (unvollständig)
- 1922: Hamburg (Galerie Commeter)
- 1929: Berlin (Berliner Kunststube)
- 1948: Lübeck, Schwerin
- 1949: Rostock
- 1954: Mannheim (Kunsthalle),
- 1955: Bremen, Flensburg, Lübeck
- 1956: Erfurt, Halle (Saale), Kassel, Stralsund
- 1957: Magdeburg, Oberhausen, Remscheid
- 1958: Karl-Marx-Stadt, Leipzig, Mannheim
- 1959: Rostock
- 1961: Berlin (Nationalgalerie), Greifswald, Rostock
- 1962: Schwerin
- 1963: Leipzig, Kopenhagen
- 1964: Eisenach, Flensburg, Kopenhagen, Mannheim
- 1968: Santiago de Chile
- 1969: Zürich (Kunstsalon Wolfsberg)
- 1972: Ascona (Museo Communale)
- 1974: Dresden (Galerie Neue Meister)
- 1975: Uppsala
- 1981: Rostock (Kunsthalle)
- 1995–1997: Ausstellungen aus dem Gesamtwerk in Rostock, Kiel, Stade, Greifswald, Potsdam, Dresden und Berlin

## Ehrungen
- 1974: Nationalpreis der DDR II. Klasse für Kunst und Literatur
- 1975: Ehrenpräsident der Ostsee-Biennale
- 1977: Ehrenmitglied des Verbands Bildender Künstler der DDR
- 1977: Stern der Völkerfreundschaft in Gold
- 1981: Vaterländischer  Verdienstorden in Gold